# Явтухівка
Явту́хівка — село в Україні, у Коломацькій селищній громаді Богодухівського району Харківської області. Населення становить 40 осіб. До 2017 орган місцевого самоврядування — Різуненківська сільська рада.

## Географія
Село Явтухівка знаходиться на лівому березі річки Коломак, в місці впадання в неї безіменної річки. Вище за течією примикає село Крамарівка, нижче за течією примикає село Каленикове. Поруч проходить автомобільна дорога E40 (М03).

## Історія
12 червня 2020 року, розпорядженням Кабінету Міністрів України № 725-р «Про визначення адміністративних центрів та затвердження територій територіальних громад Харківської області», увійшло до складу Коломацької селищної громади.
19 липня 2020 року, в результаті адміністративно-територіальної реформи і ліквідації Коломацького району, село увійшло до складу Богодухівського району.

## Населення

### Мова
Розподіл населення за рідною мовою за даними перепису 2001 року:
| Мова       | Кількість | Відсоток |
| ---------- | --------- | -------- |
| українська | 40        | 100%     |